# Montanel
Montanel és un municipi delegat francès, situat al departament de la Manche i a la regió de Normandia. El 2017 va fusionar amb el municipi nou de Saint-James. L'any 2007 tenia 367 habitants.

## Demografia

### Població
El 2007 la població de fet de Montanel era de 367 persones. Hi havia 164 famílies de les quals 48 eren unipersonals (28 homes vivint sols i 20 dones vivint soles), 60 parelles sense fills, 44 parelles amb fills i 12 famílies monoparentals amb fills.
La població ha evolucionat segons el següent gràfic:
Habitants censats

### Habitatges
El 2007 hi havia 218 habitatges, 165 eren l'habitatge principal de la família, 34 eren segones residències i 19 estaven desocupats. 217 eren cases i 1 era un apartament. Dels 165 habitatges principals, 117 estaven ocupats pels seus propietaris, 47 estaven llogats i ocupats pels llogaters i 1 estava cedit a títol gratuït; 1 tenia una cambra, 12 en tenien dues, 27 en tenien tres, 39 en tenien quatre i 86 en tenien cinc o més. 148 habitatges disposaven pel capbaix d'una plaça de pàrquing. A 76 habitatges hi havia un automòbil i a 73 n'hi havia dos o més.

### Piràmide de població
La piràmide de població per edats i sexe el 2009 era:
| Homes | Edats   | Dones |
| ----- | ------- | ----- |
| 0     | 95 o +  | 0     |
| 0     | 90 a 94 | 4     |
| 4     | 85 a 89 | 8     |
| 0     | 80 a 84 | 4     |
| 4     | 75 a 79 | 24    |
| 20    | 70 a 74 | 16    |
| 16    | 65 a 69 | 24    |
| 8     | 60 a 64 | 4     |
| 8     | 55 a 59 | 8     |
| 20    | 50 a 54 | 20    |
| 16    | 45 a 49 | 4     |
| 12    | 40 a 44 | 12    |
| 8     | 35 a 39 | 4     |
| 16    | 30 a 34 | 4     |
| 8     | 25 a 29 | 20    |
| 8     | 20 a 24 | 4     |
| 8     | 15 a 19 | 0     |
| 8     | 10 a 14 | 4     |
| 16    | 5 a 9   | 4     |
| 4     | 0 a 4   | 4     |

## Economia
El 2007 la població en edat de treballar era de 212 persones, 146 eren actives i 66 eren inactives. De les 146 persones actives 141 estaven ocupades (84 homes i 57 dones) i 5 estaven aturades (2 homes i 3 dones). De les 66 persones inactives 39 estaven jubilades, 9 estaven estudiant i 18 estaven classificades com a «altres inactius».

### Ingressos
El 2009 a Montanel hi havia 163 unitats fiscals que integraven 382,5 persones, la mediana anual d'ingressos fiscals per persona era de 15.310 €.

### Activitats econòmiques
Dels 9 establiments que hi havia el 2007, 1 era d'una empresa extractiva, 1 d'una empresa de fabricació d'altres productes industrials, 2 d'empreses de construcció, 1 d'una empresa de comerç i reparació d'automòbils, 1 d'una empresa de transport, 1 d'una empresa d'hostatgeria i restauració, 1 d'una empresa de serveis i 1 d'una entitat de l'administració pública.
L'únic servei als particulars que hi havia el 2009 era una lampisteria.
L'any 2000 a Montanel hi havia 42 explotacions agrícoles que ocupaven un total de 1.160 hectàrees.

## Poblacions més properes
El següent diagrama mostra les poblacions més properes.